# Atomtorta
Az Atomtorta magyar alternatív rockzenekar. Magyarországon leginkább Paraszt Blues és Ma éjjel című dalaik kapcsán váltak ismertté. Előbbi a Szanalmas.hu című weblapon debütált és így tett szert országos hírnévre 2005-ben, utóbbit 2009-ben az MR2-Petőfi Rádió műsorából ismerhette meg a közönség. A zenekar korábban többek között a VIVA televízió és a Jim Beam Tehetségvadászatán, a Sztárgyár elnevezésű tehetségkutatón és a Szegedi Ifjúsági Napok tehetségkutatóján ért el helyezéseket. 2009 januárjában a quart.hu az Atomtortát már 2009 lehetséges befutói között említette. 2009 szeptemberében a Ma éjjel című dal az MR2 toplistájának 15. helyén állt.[forrás?]

## Albumok
Kávé délelőtt (2003)
1. Intro
2. Engedjenek Be!
3. Jót Akartak
4. Csirkepörkölt
5. Általában
6. Dalok Senkinek
7. Ölni Jó
8. Lépjek Ezen Túl
9. Hagyjatok Mindenkit
10. Ilona
11. Szőkék és Kékszeműek
12. Utolsó Szám
13. Selfish Boy
14. Barátok Közt (Jamaica Remix)

Neked mindent (2005)
1. Neked mindent
2. Nézd az embert
3. Nincsen tippem
4. Szeretlek (ufós szám)
5. Neked mindent (akusztikus izé)
6. Bonus Track - Paraszt blues

Ma éjjel (2007–2008)
1. Az autómat meg a nőmet
2. Helikopterszelíditő blues
3. Indusztriál
4. Ma éjjel
5. Paraszt Blues 2
6. Rajzolj házat
7. 182X